# Gouvernement André Tardieu (1)
Pour les articles homonymes, voir Gouvernement André Tardieu.
Troisième République
Gouvernement Aristide Briand XI Gouvernement Camille Chautemps I
Le premier gouvernement André Tardieu  est un gouvernement français de la Troisième République qui a duré du  3 novembre 1929 au 17 février 1930.

## Composition
| Portefeuille                                                                              | Titulaire | Titulaire                   | Parti |
| ----------------------------------------------------------------------------------------- | --------- | --------------------------- | ----- |
| Président du Conseil                                                                      |           | André Tardieu               | AD    |
| Vice-président du Conseil                                                                 |           | Lucien Hubert               | PRRRS |
| Ministres                                                                                 |           |                             |       |
| Ministre de la Justice                                                                    |           | Lucien Hubert               | PRRRS |
| Ministre des Affaires étrangères                                                          |           | Aristide Briand             | PRS   |
| Ministre de l'Intérieur                                                                   |           | André Tardieu               | AD    |
| Ministre des Finances                                                                     |           | Henry Chéron                | AD    |
| Ministre de la Guerre                                                                     |           | André Maginot               | AD    |
| Ministre de la Marine                                                                     |           | Georges Leygues             | AD    |
| Ministre de l'Instruction publique et des Beaux-Arts                                      |           | Pierre Marraud              | PRRRS |
| Ministre des Travaux publics                                                              |           | Georges Pernot              | FR    |
| Ministre du Commerce et de l'Industrie                                                    |           | Pierre-Étienne Flandin      | AD    |
| Ministre de l'Agriculture                                                                 |           | Jean Hennessy               | PRS   |
| Ministre des Colonies                                                                     |           | François Piétri             | AD    |
| Ministre du Travail, de l'Hygiène, de l'Assistance et des Prévoyances Sociales            |           | Louis Loucheur              | RI    |
| Ministre des Pensions                                                                     |           | Claudius Gallet             | PRRRS |
| Ministre de l'Air                                                                         |           | Laurent Eynac               | RI    |
| Ministre des Postes, Télégraphes et des Téléphones                                        |           | Louis Germain-Martin        | RI    |
| Ministre de la Marine marchande                                                           |           | Louis Rollin                | AD    |
| Sous-secrétaires d’État                                                                   |           |                             |       |
| Sous-secrétaire d’État à la Présidence du Conseil                                         |           | Marcel Héraud               | AD    |
| Sous-secrétaire d’État à l'Intérieur                                                      |           | René Manaut                 | RI    |
| Sous-secrétaire d’État aux Finances                                                       |           | Auguste Champetier de Ribes | PDP   |
| Sous-secrétaire d’État à la Marine                                                        |           | Maurice Deligne             | RI    |
| Sous-secrétaire d’État aux Travaux publics                                                |           | André Mallarmé              | RI    |
| Sous-secrétaire d’État à l'Enseignement technique                                         |           | Léon Baréty                 | AD    |
| Sous-secrétaire d’État à l'Éducation physique                                             |           | Henry Paté                  | RI    |
| Sous-secrétaire d’État aux Beaux-Arts                                                     |           | André François-Poncet       | AD    |
| Sous-secrétaire d’État à l'Agriculture                                                    |           | Robert Sérot                | FR    |
| Sous-secrétaire d’État aux Colonies                                                       |           | Alcide Delmont              | DVG   |
| Sous-secrétaire d’État au Travail, à l'Hygiène, à l'Assistance et à la Prévoyance Sociale |           | Alfred Oberkirch            | APNA  |

## Politique menée
- André Tardieu, membre de l'Alliance démocratique, tente de former un gouvernement éphémère, soutenu par une coalition large allant du centre gauche à la droite. Il ne durera que 3 mois.